# Halte Idaard-Roordahuizum
Halte Idaard-Roordahuizum (afkorting Id) is een voormalige halte aan de Staatslijn A. De halte lag bij Idaard en Roordahuizum tussen de huidige stations Grou-Jirnsum en Leeuwarden.
Het stationsgebouw werd pas in 1890 gebouwd. In 1959 werd het pand gesloopt.